# La Trinité (Masaccio)
Pour les articles homonymes, voir La Trinité.
La Trinité est une fresque de Masaccio, peinte dans l'église Santa Maria Novella à Florence, entre 1425 et 1428, selon les sources, et redécouverte en 1861. 
Peter Murray (historien de l'art) dans son ouvrage intitulé L'Architecture de la Renaissance italienne (édition originale : 1963), datait la fresque « sans doute d'avant novembre 1425 ». La publication de 2002, La Trinità di Masaccio : il restauro dell'anno Duemila résume les interprétations critiques de l'iconographie et des aspects formels (par exemple, la perspective linéaire, l'espace architectural délimité, etc.). Il rassemble aussi les orientations du débat actuel sur sa place dans la chronologie de l'œuvre de Masaccio. Il note ainsi ses aspects expérimentaux, qui indiquent qu'il peut précéder plutôt que suivre le cycle de la Chapelle Brancacci (à S. Maria del Carmine, Florence) donc avant novembre 1425 pour ce qui concerne Masaccio.

## Histoire
Il s'agit d'une fresque de 667 × 317 cm réalisée entre 1425 et 1428 environ, sur la troisième travée de la nef gauche de l'église Santa Maria Novella, sous le contrôle, à l'époque, des dominicains.
Aucun document n'atteste les dates exactes ni les commanditaires précis de cette fresque. Mais le prieur de ces années, Benedetto di Domenico di Lanzo, aurait pu la commander à la suite de la disparition de sa femme (deux personnages, un homme et une femme, figurent sur le plan étagé réservé dans ce type de tableau aux donateurs ou commanditaires).
Giorgio Vasari a amplement décrit la fresque en 1568, dans la seconde édition des Vies. Il détaille notamment le trompe-l'œil de la structure architectonique. « C'est une voûte en berceau, tracée en perspective, et divisée en caissons ornés de rosaces qui vont en diminuant, de sorte qu'on dirait que la voûte s'enfonce dans le mur. ». Il écrit :
« Sono le opere sue in Fiorenza, in Santa Maria Novella, una Trinità è posta sopra l'altar di S. Ignazio, e la Nostra Donna e S. Giovanni Evangelista [...] Ma quello che vi è bellissimo, oltre alle figure, è una volta a mezza botte tirata in prospettiva, e spartita in quadri pieni di rosoni che diminuiscono e scortano così bene che pare che sia bucato quel muro. »
— Vasari, Le Vite

« Ce sont ses œuvres à Florence, à Santa Maria Novella, une Trinité est placée au-dessus de l'autel de saint Ignace, et Notre Dame et saint Jean l'Évangéliste [...] Mais ce qui est beau, en plus des figures, c'est une voûte en berceau tirée en perspective, et divisée en tableaux pleins de rosettes qui diminuent et escortent si bien qu'il semble que ce mur soit percé. »
— Le Vite
Mais, à peine deux ans plus tard, la fresque disparaît aux regards, recouverte par une grande toile, La Vierge au Rosaire, installée sur un nouvel autel en pierre, et peinte par Vasari lui-même.
Elle n'est retrouvée qu'en 1861, lors de la suppression des autels du XVIe siècle. Elle est alors détachée et fixée au mur intérieur de la façade. Son emplacement est blanchi, pour correspondre au style du temps. Enfin, en 1952, elle est replacée sur sa paroi d'origine, au-dessus de la représentation du sarcophage d'Adam, qui était resté sur le mur, caché par l'autel néo-gothique du XIXe siècle.

## Thème
La composition typique est celle verticale du Trône de grâce : la Trinité chrétienne comporte Dieu le Père soutenant la croix de son fils Jésus-Christ et le Saint-Esprit, représenté sous la forme d'une colombe entre eux deux.
Le Christ est ici représenté sur la croix de sa Crucifixion, accompagné, comme traditionnellement dans l'iconographie chrétienne, par des personnages saints : Marie et saint Jean. Sont également représentés deux autres personnages, commanditaires ou donateurs. Les peintres figurent souvent le crâne d'Adam au pied de la croix. Masaccio, lui, a choisi de peindre le squelette d'Adam tout entier, couché sur son sarcophage, dans l'axe de la croix.

## Description
Sur un trompe-l'œil en fond architectural élaboré (voûte en berceau, à plafond à caissons d'une chapelle en arc de triomphe à colonnes et chapiteaux, entablement à pilastres), est placé au milieu de la scène (et en profondeur perspective) un Christ en croix, dont le patibulum de la Croix est soutenu par Dieu le Père, placé immédiatement derrière lui.
Une colombe blanche perchée, ailes étendues, entre le col du Père et la tête auréolée du Fils, presque dissimulée dans les plis des vêtements, complète la Trinité.
Au pied de la croix, sur le même plan, à gauche figure la Vierge Marie en bleu qui par sa main invite le fidèle, et à droite saint Jean en rouge.
Sur un plan plus bas, figurent deux personnages agenouillés (commanditaires, donateur, figures auxquelles est dédié le tableau), vêtus de capes rouge et bleu, en symétrie croisée des deux personnages précédents.
Sous ce dernier plan, dans le bas du tableau, une crypte contient un sarcophage sur lequel un squelette figure Adam avec une inscription gravée : 
IO FV GIA QUEL CHE VOI SETE : E QUEL CHI SON VOI ANCO SARETE. dont le sens est un memento mori : « J'ai été ce que vous êtes ; vous serez vous aussi ce que je suis ».

Détails
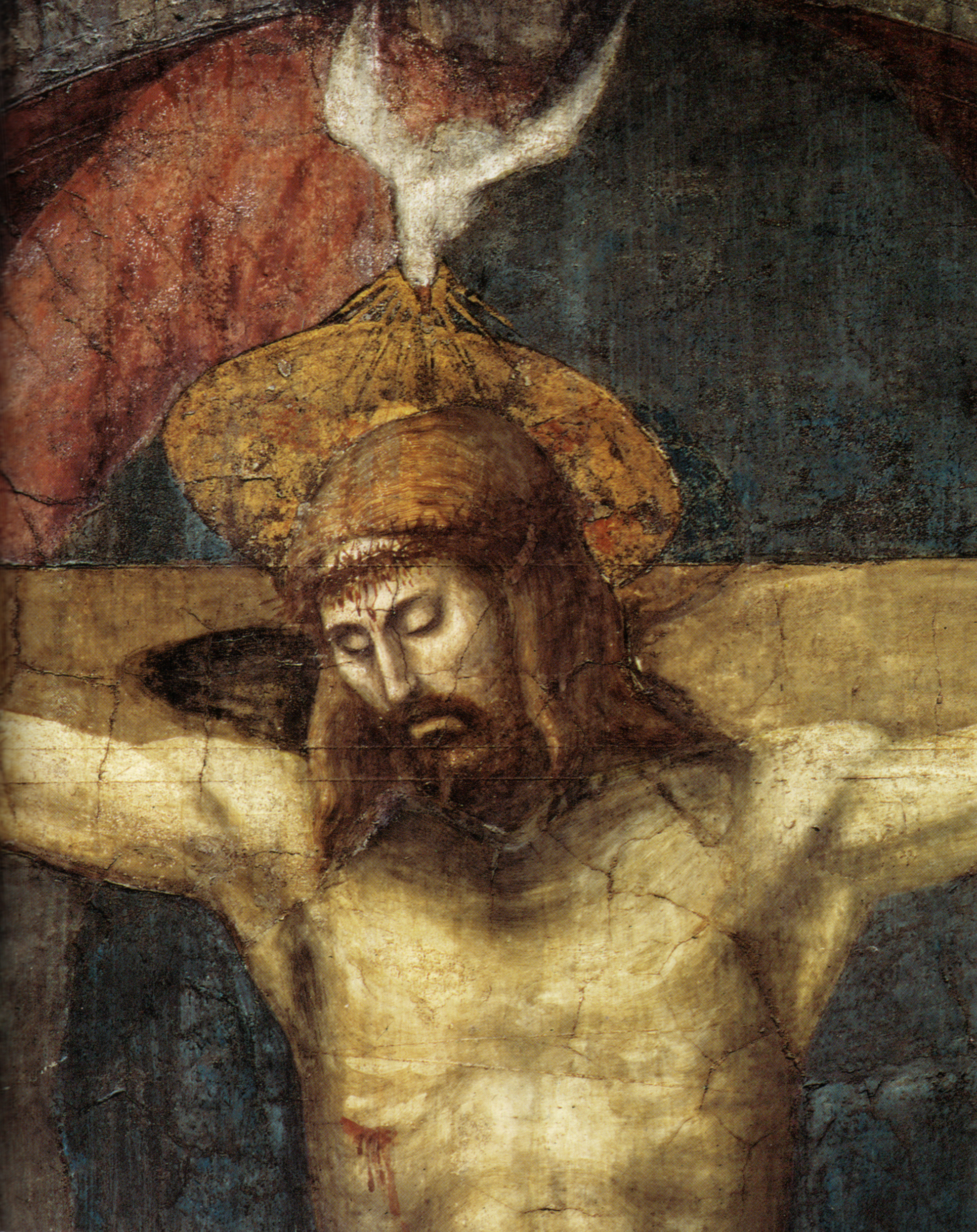
Le Christ.
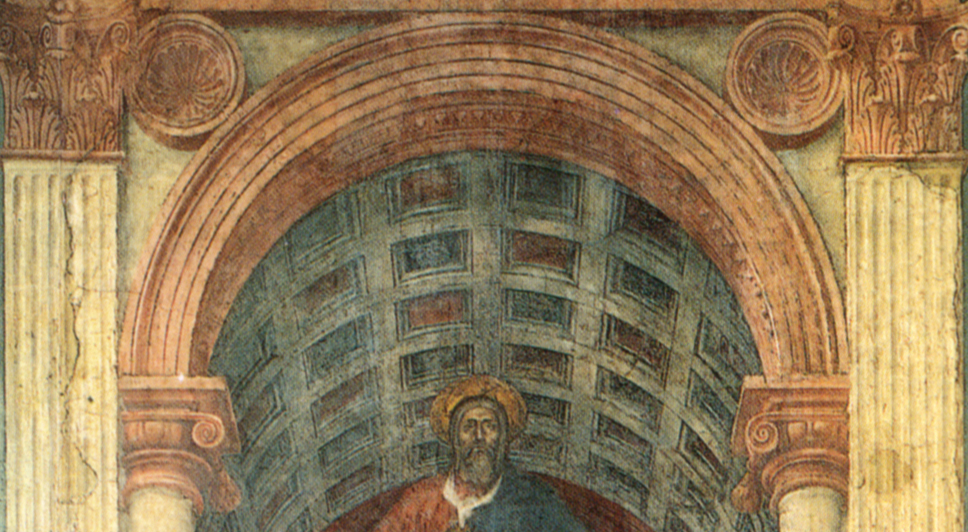
La voûte à caissons.
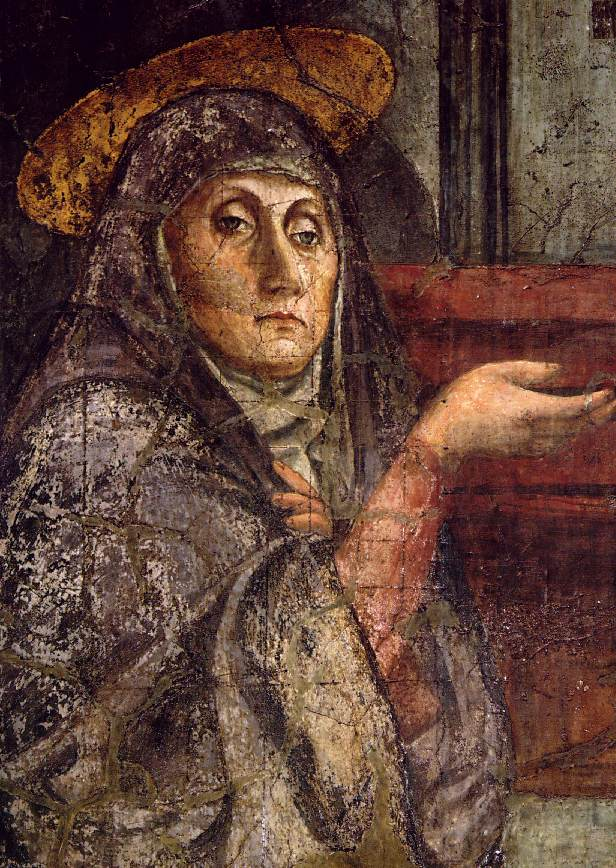
Marie.
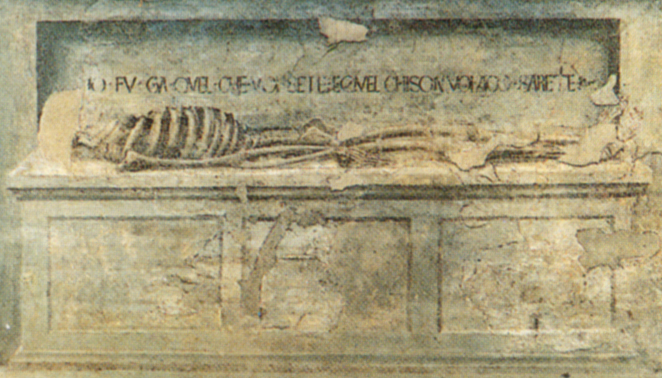
Sarcophage.
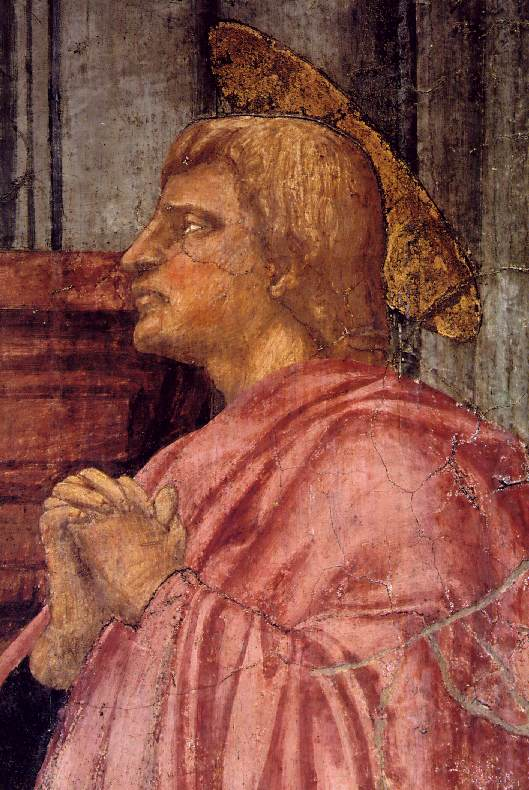
Saint Jean.

## Analyse
La structure en gradin appuie la représentation architecturale et chacun des personnages, suivant son importance, du haut vers le bas, est placé sur cette pyramide symbolique : tombe, sol terrestre avec personnages, et Paradis avec Dieu, et son fils entre les deux mondes rendant et son caractère humain et son caractère divin. Il rappelle le chemin spirituel obligé depuis le péché (Adam) : la prière (des donateurs), l'intercession des saints (et de Marie) et enfin l'accès au Dieu trinitaire, à travers le sacrifice du Christ.
Il ne s'agit pas d'un simple trompe-l'œil : un autel sera installé devant l'autel peint. Cet autel est symbolique ; la Mort y est sous-jacente. La Trinité de Masaccio constitue l'une des premières et des plus cohérentes expressions de l'ascension humaine vers le divin : pour la première fois, la figure humaine est à la même taille que les personnages divins : de la Mort à l'Homme, puis à Dieu fait homme et à Dieu lui-même, la montée se fait à travers une dimension humaine. Les Trinités postérieures ne rechercheront plus une telle synthèse, malgré le prestige reconnu de l'image.
Il s'agirait également de la représentation du Golgotha, entre squelette d'Adam et le Christ en Croix.
Le souci et la rigueur des détails architectoniques révèlent, outre l'intérêt de Masaccio pour le genre, l'influence, voire probablement l'intervention de l'architecte Filippo Brunelleschi par leurs précisions : colonnes et chapiteaux d'ordre ionique au niveau de la voûte, pilastres et chapiteaux d'ordre corinthien sur les flancs, tout ceci rappelant la chapelle Barbadori à Santa Felicita réalisée par Brunelleschi. La fresque, qui englobe l'autel et le squelette, constitue la perspective la plus achevée et « parfaite » pour longtemps, ce qui confirmerait la collaboration de Brunelleschi pour l'ensemble de la disposition architecturale. Le point de fuite est situé légèrement en dessous et au centre du degré sur lequel les deux donateurs sont agenouillés. Cette mise en place efficace fait surgir disott'in sù les personnages divins, tout en mettant le spectateur en rapport direct et concret avec l'espace peint.
Tous les principes humanistes de la Renaissance s'expriment ici car tous les personnages ont la même taille, rejetant les principes du Moyen Âge et de la peinture byzantine qui représentaient, par une taille différente, l'importance symbolique des personnages.

## Postérité
La fresque fait partie du musée imaginaire de l'historien français Paul Veyne, qui le décrit dans son ouvrage justement intitulé Mon musée imaginaire.